# 2017 en Afghanistan
Chronologie de l'Afghanistan
- 2013
- 2014
- 2015
- 2016
- 2017
- 2018
- 2019
- 2020
- 2021

Cet article présente les faits marquants de l'année 2017 en Afghanistan.

## Évènements
- 10 janvier : trois attentats, à Kaboul, Lashkar Gah et Kandahar, font environ 50 morts[1].
- 8 mars : une attaque contre l'hôpital militaire de Kaboul fait au moins trente morts.
- 13 avril : les États-Unis bombardent une position de l'État islamique, utilisant pour la première fois une MOAB, leur bombe non nucléaire la plus puissante.
- 21 avril : l'attaque de camp Shaheen près de Mazâr-e Charîf fait au moins 100 morts.
- 3 mai : un attentat à Kaboul fait au moins 8 morts.
- 31 mai : un attentat au camion piégé à Kaboul fait au moins 150 morts.
- 3 juin : un attentat à Kaboul fait au moins 7 morts[2].
- 22 juin : un attentat à Lashkar Gah fait au moins 34 morts[3].
- 1er août : attentat de la mosquée d'Hérat.
- 25 août : un attentat dans une mosquée chiite à Kaboul fait au moins 28 morts[4].
- 27 août : un attentat-suicide contre un convoi de l’armée afghane à Nawa (Helmand) fait 13 morts[5].
- 20 octobre : attentats dans deux mosquées à Dolaina et à Kaboul.
- 25 décembre : un attentat-suicide à Kaboul fait au moins 6 morts[6].
- 28 décembre : des attentats à Kaboul font au moins 40 morts[7].